# ماترينهيم
ماترينهيم (بالفرنسية: Matringhem)‏ هي بلدية تقع في إقليم باد كاليه من منطقة نور با دو كاليه في شمال فرنسا. تبلغ مساحة هذه المدينة 4.47 (كم²)، وترتفع عن سطح البحر 89 م، يبلغ عدد سكانها 178 نسمة حسب إحصاء المعهد الوطني للإحصاء والدراسات الاقتصادية سنة 2009 م. وترأس Robert Obin البلدية خلال فترة (2008-2014).